# Marrellomorpha
Marrellomorpha (лат.) — класс вымерших членистоногих, обитавших в морях с кембрия по девон, около 508—390 миллионов лет назад. Были небольшими, не превышавшими нескольких сантиметров в длину, организмами c вытянутым телом, постепенно сужающимся к заднему концу. Головной отдел и переднюю часть туловища покрывал спинной щит; у представителей родов Vachonisia и Xylokorys щит простирался дальше, закрывая собой всё тело.

## Систематика
Первое подробное описание представителей группы (Marrella splendens) было произведено в 1912 году американским палеонтологом Чарльзом Уолкоттом, который ошибочно относил их сперва к трилобитам, затем к жаброногим ракам (Branchiopoda). Более поздние исследователи, как правило, сближали Marrellomorpha с трилобитами и хелицеровыми, включая в группу Arachnomorpha, однако их родственные отношения продолжают оставаться предметом дискуссии. В частности, американский палеонтолог Мэттью Уилс (англ. Matthew Wills) в своих исследованиях показал, что Marrellomorpha, возможно, не только не входят в состав Arachnomorpha, но даже оказываются сестринской группой по отношению к ракообразным.

### Представители
Роды в составе Marrellomorpha:
- Austromarrella Haug et al., 2012[8] — отложения Австралии;
- Furca Fritsch, 1908[9] — Чехия и Марокко;
- Marrella Walcott, 1912[4] — Китай, Канада;
- Mimetaster Gürich, 1931 — Германия;
- Vachonisia Lehmann, 1955 — Германия;
- Xylokorys Siveter et al., 2007[2] — Англия.

По итогам ревизии 2012 года чешский палеонтолог Штепан Рак с соавторами распределили известных на то время представителей по двум отрядам: Marrellida (Furca, Marrella, Mimetaster) и Acercostraca (Vachonisia, Xylokorys).

## Иллюстрации

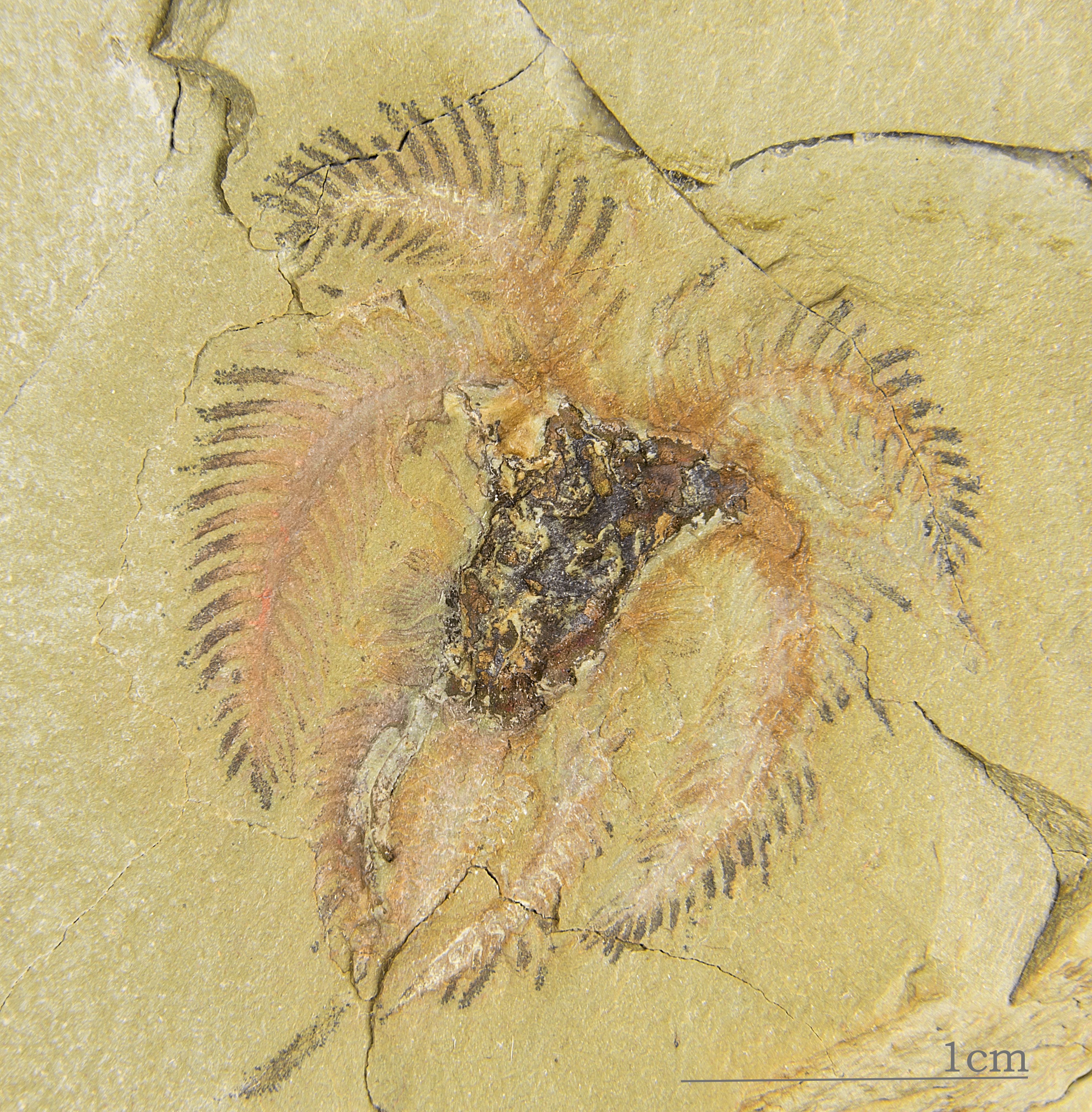
Furca mauretanica
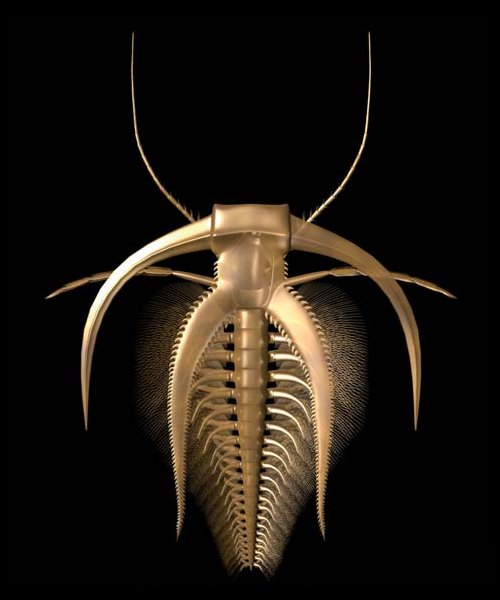
Реконструкция внешнего вида Marrella splendens
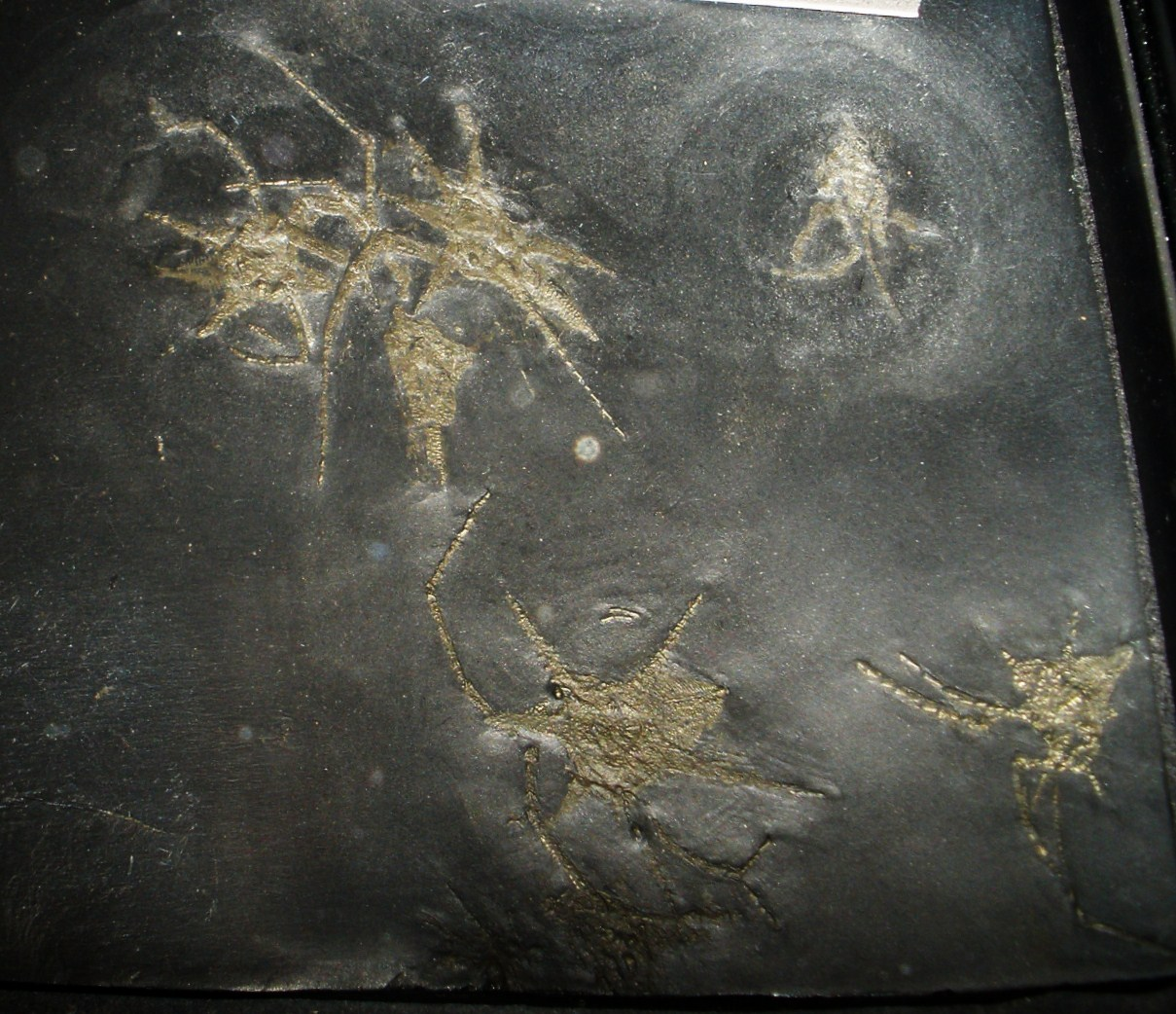
Mimetaster hexagonalis